# Samir Makhoukhi
Samir Makhoukhi (Arnhem, 1º settembre 1982) è un ex giocatore di calcio a 5 olandese.

## Carriera
Nato nei Paesi Bassi da genitori marocchini, Makhoukhi è stato per oltre un decennio uno dei pilastri della Nazionale maschile di calcio a 5 dei Paesi Bassi, con la quale ha giocato 120 partite e realizzato 47 reti. Nella stagione 2008-09, disputata con la maglia del Blok/Carillon Boys, si è laureato capocannoniere della Coppa UEFA mettendo a segno 9 reti.